# Бриџвотер (Вирџинија)
Бриџвотер (енгл. Bridgewater) град је у америчкој савезној држави Вирџинија. По попису становништва из 2010. у њему је живело 5.644 становника.

## Демографија
Према попису становништва из 2010. у граду је живело 5.644 становника, што је 441 (8,5%) становника више него 2000. године.
| Група             | 2000.         | 2010.         |
| Белци             | 4.849 (93,2%) | 5.112 (90,6%) |
| Афроамериканци    | 129 (2,5%)    | 138 (2,4%)    |
| Азијати           | 22 (0,4%)     | 26 (0,5%)     |
| Хиспаноамериканци | 160 (3,1%)    | 278 (4,9%)    |
| Укупно            | 5.203         | 5.644         |